# Ado Onaiwu
Ado Onaiwu (jap. オナイウ 阿道; * 8. November 1995 in Kamikawa, Präfektur Saitama) ist ein japanischer Fußballspieler, welcher seit Sommer 2023 bei der AJ Auxerre unter Vertrag steht.

## Karriere

### Verein
Ado Onaiwu erlernte das Fußballspielen in den Jugendmannschaften von Kodama Kamikawa Parfait und Kodama FC Coruja sowie in der Schulmannschaft der Fukaya Shochi High School. Seinen ersten Vertrag unterschrieb er 2014 bei JEF United Ichihara Chiba. Der Verein aus Ichihara, einer Großstadt in der Präfektur Chiba, spielte in der zweithöchsten Liga des Landes, der J2 League. 2014 spielte er zweimal in der J.League U-22 Selection. Diese Mannschaft, die in der dritten Liga, der J3 League, spielte, setzte sich aus den besten Nachwuchsspielern der höherklassigen Vereine zusammen. Das Team wurde mit Blick auf die Olympischen Sommerspiele 2016 in Rio de Janeiro gegründet. Die Auswahl der Spieler erfolgte auf wöchentlicher Basis aus einem Pool, für den jeder Verein förderungswürdige Talente benennen konnte; die Zusammensetzung der Mannschaft variierte daher sehr stark von Spiel zu Spiel. Nach 62 Zweitligaspielen wechselte er 2017 zum Erstligisten Urawa Red Diamonds. 2017 gewann er mit dem Verein die AFC Champions League. 2018 wurde er an den Zweitligisten Renofa Yamaguchi FC nach Yamaguchi ausgeliehen. Hier absolvierte er 42 Zweitligaspiele. 2019 wurde er an den Erstligaaufsteiger Ōita Trinita nach Ōita ausgeliehen. Für Ōita stand er 31-mal auf dem Spielfeld. Der Erstligist Yokohama F. Marinos aus Yokohama nahm ihn Anfang 2020 unter Vertrag. Für die Marinos absolvierte er 44 Erstligaspiele und schoss dabei 16 Tore. Im Juli 2021 zog es ihn nach Europa. Hier unterschrieb er in Frankreich einen Vertrag beim FC Toulouse. Der Verein aus Toulouse spielte zur Vertragsunterschrift in der zweiten französischen Liga, der Ligue 2, stieg aber in der ersten Saison des Spielers in die höchste Spielklasse Frankreichs auf. Im Sommer 2023 wechselte er zur AJ Auxerre in die Ligue 2.

### Nationalmannschaft
Ado Onaiwu spielte 2015 einmal in der U21-Nationalmannschaft. Zehnmal spielte er 2016 in der U23. Mit der U23 nahm er an der U-23-Fußball-Asienmeisterschaft teil. Mit dem Team wurde er Asienmeister, nachdem man im Endspiel Südkorea mit 3:2 besiegte. Im Juni 2021 debütierte er für die A-Nationalmannschaft.

## Erfolge

### Verein
Urawa Red Diamonds
- AFC Champions League: 2017

FC Toulouse
- Französischer Pokalsieger: 2023

### Nationalmannschaft
U23 Japan
- U-23-Fußball-Asienmeisterschaft: 2016